# Eisenacher Motorenwerk
Eisenacher Motorenwerk, tudi EMW je bil vzhodnonemški proizvajalec avtomobilov in motornih koles s sedežem v Eisenachu. EMW je leta 1953 vstopil tudi v Formulo 1 kot konstruktor, vendar je sodeloval le na eni dirki, Veliki nagradi Nemčije leta 1953. Avto in edini dirkač moštva Edgar Barth je odstopil po 12 krogih zaradi težav z izpuhom.

## Nadaljevanje proizvodnje BMW
Ena od tovarn BMW pred drugo svetovno vojno je bila v Eisenachu, ki so ga po vojni prevzeli Sovjeti, saj je bil Eisenach na sovjetskem okupacijskem območju. Tovarna je še naprej proizvajala avtomobile in motorna kolesa pod znamko BMW, vendar so po tožbi leta 1952 namesto tega morali spremeniti ime v EMW. Tudi logotip je bil podoben, le da je namesto modrega BMW-ja EMW uporabil rdečo.
Kasernierte Volkspolizei (veja paravojaške policije, ki je bila pred Narodno ljudsko armado) in naslednje vzhodnonemške oborožene sile so potrebovale vozila in so izrazile zanimanje za oživitev proizvodnje BMW 325, neuspešnega terenskega vozila Einheits-PKW (standardizirano osebno vozilo) iz časa vojne. To je bilo razvito v novi EMW 325/3, od katerega je bilo leta 1952 izdelanih 166. Ta remilitarizacija pa je bila v nasprotju s pogoji Potsdamske konference in je povzročila proteste Zahoda.

## Novi modeli
Kasneje je avtomobilski oddelek EMW postal VEB Automobilwerk Eisenach in zgradil Wartburg. Proizvodnja motociklov se je končala v 1950-ih in jo je nadomestil AWO 425, ki ga je izdelal Simson pri Suhlu v Turingiji.

## Popoln pregled rezultatov
(legenda)
| Leto | Dirkač      | Moštvo | 1   | 2   | 3   | 4   | 5   | 6  | 7       | 8   | 9   | Prv | Toč |
| ---- | ----------- | ------ | --- | --- | --- | --- | --- | -- | ------- | --- | --- | --- | --- |
| 1953 | Edgar Barth | EMW    | ARG | 500 | NIZ | BEL | FRA | VB | NEM Ret | ŠVI | ITA | -   | 0   |